# 2-я бригада подводных лодок Черноморского флота
2-я Констанцская ордена Ушакова I степени бригада подводных лодок Черноморского флота, 2-я бригада подводных лодок Черноморского флота, 2 БПЛ ЧФ — бригада подводных лодок в составе Черноморского флота ВМФ СССР, существовавшая в 1930—1940 годах и принимавшая участие в Великой Отечественной войне.

## История

### Первое формирование
В 1936 году Бригада подводных лодок ЧФ получила пополнение из подводных лодок новых проектов и из её состава сформировали две бригады. В состав 2-й Бригады подводных лодок вошёл 21-й Дивизион подводных лодок (АГ-23, АГ-24, АГ-25, АГ-26, АГ-21), 22-й дивизион подводных лодок (подводные лодки тип «М»), 23-й Дивизион (подводные лодки тип «Щ») с плавбазами «Красная Кубань» и «Эльбрус».
2-я Бригада подводных лодок базировалась на Каборгу (район Очакова, в орфографии того времени — Кабарга). С 17 апреля 1937 года базирование 2-й Бригады подводных лодок было организовано на рейде Кабарга: пирс №-1 — 22-й Дивизион (с юга), плавбазы «Эльбрус» и «Красная Кубань» (с севера); пирс №-2 — 23-й Дивизион; №-3 — 21-й Дивизион. В июле 1937 года подводные лодки АГ-23, АГ-24 и АГ-25 21-го Дивизиона находились в состоянии 12-часовой готовности. 7 октября 1937 года из Каборги в Севастополь перебазируется 22-й Дивизион. К началу Второй мировой войны 2-я Бригада подводных лодок полностью базировалась на Севастополь.

#### Великая Отечественная война
Базировалась на главную ВМБ Черноморского флота — Севастополь. 22 июня 1941 года после авианалета немецкой авиации на Севастополь и попытки блокировать флот путём минирования авиацией бухт и фарватеров базы, все находившиеся в строю подводные лодки 2-й бригады и штаб 7-го дивизиона перешли из Севастополя в Балаклаву. До августа 1941 года подводные силы ЧФ не имели боевого соприкосновения с противником. С началом войны объектами атак подводников были румынские, немецкие и итальянские суда, а с октября 1941 года — все проходящие через позиции лодок суда и корабли.
С прорывом противника на сухопутном фронте в Крым усилились действия его авиации. В двадцатых числах сентября командиры бригад получили приказание начальника штаба флота быть готовыми к перебазированию в порты Кавказа. 2 ноября 1941 года последовало приказание командующего флотом Ф. С. Октябрьского о перебазировании управлений бригад и лодок в Поти и Очамчири. 4 ноября из Балаклавы ушли последние лодки 2-й бригады и её штаб, которые перебазировались в Очамчири. В те дни вдоль побережья на Кавказ шли все плавсредства бригад, а их автотранспорт и имущество по дорогам Крыма на Керчь и далее. В Севастополе осталась часть личного состава береговых баз и командиры законсервированных в капитальном ремонте ПЛ А-1 и Д-6, оставленных для охраны территорий, зданий и отправки на Кавказ остатков имущества. Перебазирование в порты Кавказа значительно удлинило переходы в район коммуникаций противника и сократило время пребывания на позициях лодок 1-й бригады, прервав на два месяца деятельность лодок типа «М» и «А» 2-й бригады, которые имели автономность 7-8 суток. С 11 декабря 1941 года «малютки» стали маневренными группами базироваться на Севастополь, а оттуда действовать на участке Сулина — Одесса. Выполнялись различные специальные задания у занятого противником Крымского побережья. Состав групп постоянно менялся, управляли ими также посменно командиры дивизионов Н. Клынин и Л. П. Хияйнен. Даже в этом случае продолжительность пребывания на позиции была не более 3-4 суток, что снижало эффективность их действий.
В начале 1941 года Черноморский флот закончил Керченско-Феодосийскую операцию, в которой принимали участие лодки 2-й бригады и Отдельного учебного дивизиона Л-5 (А. Жданов), Щ-201 (А. Стрижак), Щ-203 (В. Немчинов), М-51 (В. Прокофьев): они высаживали на побережье группы специального назначения, выполняли задачу навигационного обеспечения действий надводных кораблей при высадке десантов и при обстреле береговых объектов.
6 января 1942 года народный комиссар ВМФ указал Военному совету ЧФ, что на Чёрном море итоги подводной войны за шесть месяцев неудовлетворительны, потоплено только семь транспортов противника и при этом потеряно семь лодок. Причинами срыва подводной войны на черноморских коммуникациях противника нарком считал:
1. Слабое напряжение в работе пл на коммуникациях противника: от Босфора до Одессы выставлялось только 5-6 пл.
2. Использование пл не по назначению. Например, обстрел лодкой из одной пушки Ялты или высадка десанта в Коктебеле в количестве 20 человек, что с успехом мог бы сделать катер МО.
3. Бесцельное несение лодками дозора в районе Поти, где за шесть месяцев не появился ни один корабль и ни одна пл противника.
4. Плохая работа оперативного отдела штаба флота по планированию и организации операций лодок без анализа обстановки, без помощи им в решении их главной задачи.

Обстановка в Крыму в мае 1942 года после катастрофы Крымского фронта изменилась, в Севастополе усилились действия немецкой авиации и артиллерийский обстрел бухт. Трудности в снабжении города увеличивались, потери в транспортах росли и подлодки ЧФ начали использовать в качестве транспортных средств. «…И мы удивились, когда к причалу подтянули железнодорожные вагоны, и всё, что в них находилось, нам предстояло загрузить на лодку. Но потом это нас уже не удивляло, Севастополь требовал продовольствие и боеприпасы, горючее и медикаменты. Все инструкции полетели к чертям. Мы перевозили боезапас при недопустимо высоких температурах в артиллерийских погребах, размещали ящики или просто консервные банки в таких „святых“ местах, какими являлись проходы у аккумуляторных батарей, обычно содержащихся в идеальной чистоте». Разгружались лодки в бухтах Севастополя: сперва в Южной, потом в Камышовой, Стрелецкой и Казачьей, в районе 35-й батареи. На обратном пути на лодках эвакуировались раненые, женщины и дети. Моряки и пассажиры часто испытывали острую кислородную недостаточность в связи с авиаугрозой.
Немцы прикрыли минными заграждениями участок коммуникации Сулина — Одесса и продолжили усиливать ранее выставленные на участке Сулина — Варна. В этих условиях потери лодок на прибрежных коммуникациях в 1942 году были самыми большими за всю войну. Не вернулись из боевых походов Щ-210 (И. Л. Зельбст), М-33 (Д. И. Суров), Щ-208 (Н. Беланов), М-60 (Б. Кудрявцев), М-118 (С. Савин), Щ-213 (Н. Исаев), М-31 (Е. Г. Расточиль), Щ-212 (И. Бурнашев), Л-24 (Г. Апостолов). В августе 1942 года после потерь 1-я и 2-я бригады ПЛ Черноморского флота были объединены в одну бригаду ПЛ.
Период в составе действующей армии: 22.06.1941 — 12.08.1942.

### Второе формирование
В июне 1944 года бригада была вновь переформирована в 2 бригады ПЛ. 2-я бригада с плавбазами под командованием контр-адмирала М. Г. Соловьёва, начальника штаба капитана 2 ранга В. Азарова перешла в Новороссийск и готовилась к возвращению на постоянное место базирования в Балаклаву. 5 сентября войска 3-го Украинского фронта подошли к румыно-болгарской границе. Подводные лодки имели всего 8 встреч с конвоями малых судов, командиры Щ-209 (Н. Суходольский) и Щ-215 (А. Стрижак) потопили 5 судов противника. 11 сентября 1944 командующий флотом Ф. Октябрьский приказал всем лодкам, находящимся в море, возвратиться в свои базы. Так закончились боевые действия подводных лодок ЧФ в Великой Отечественной войне. В период с 17 по 21 октября 1944 года 2-я бригада перебазировалась из Новороссийска в Балаклаву.
Бригада базировалась на плавбазу «Эльбрус».
2-я бригада была удостоена ордена Ушакова I степени и наименования «Констанцская».
Период в составе действующей армии: 11.06.1944 — 16.09.1944.
27 января 1951 года на базе управления 2-й бригады подводных лодок была сформирована 21-я дивизия подводных лодок Черноморского флота. В состав дивизии были включены 151-я, 152-я и 153-я бригады подводных лодок, реорганизованные из дивизионов ПЛ 2-й бригады ПЛ.

## Состав

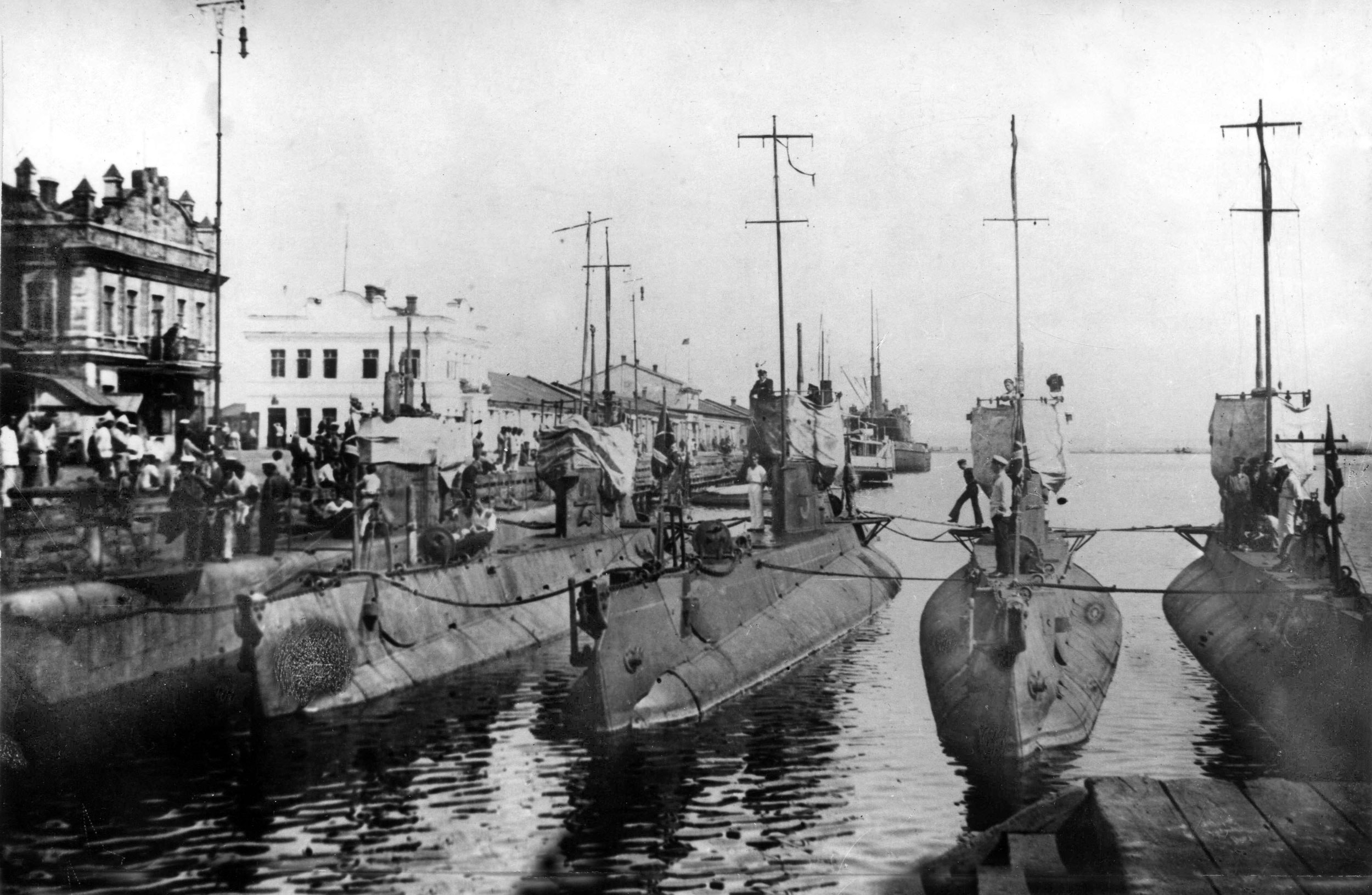
Подводные лодки типа «АГ» в начале 1930-х годов в Одессе, впоследствии как тип «А» составят 21-й/6-й дивизион 2-й бригады

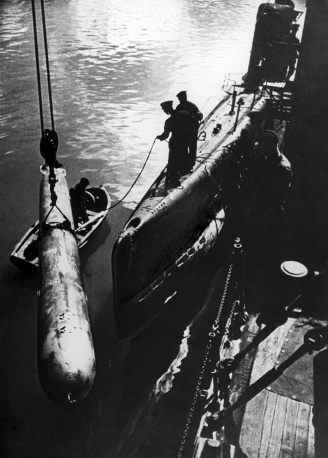
Экипаж ПЛ М-117 получает торпеды с плавбазы «Эльбрус», 1943 год

2-я бригада к 1936 году состояла из трёх дивизионов:
- 21-й дивизион подводных лодок (АГ-23, АГ-24, АГ-25, АГ-26, АГ-21);
- 22-й дивизион подводных лодок (подводные лодки тип «М»); С 1939 года в дивизион начали поступать от промышленности «Малютки» XII-й серии, а головная лодка, М-57, вскоре после входа в строй была отправлена по железной дороге во Владивосток.
- 23-й дивизион (подводные лодки тип «Щ»);
- плавбазы «Красная Кубань» и «Эльбрус».

К 22 июня 1941 года 2-я бригада состояла из трёх дивизионов, нумерация сквозная с 1-й бригадой подводных лодок, всего 15 малых подводных лодок, в строю — 9.
- 6-й дивизион: подводные лодки типа «А» — А-1, А-2, А-3, А-4, А-5, командир — капитан-лейтенант Г. Е. Бобров[8];
- 7-й дивизион: подводные лодки типа «М» — М-31, М-32, М-33, М-34, М-58, М-59, М-60, М-62, командир — капитан 3-го ранга Н. Ф. Клынин[8];
- 8-й дивизион: подводные лодки типа «М» — М-35, М-36, М-111, М-112, М-113, командир — капитан-лейтенант Д. Т. Ларичев[8].

Тыловое обеспечение было возложено на береговую базу 1-й бригады подводных лодок Черноморского флота. На начало войны 2-я бригада базировались в Севастополе, её 6-й дивизион находился в Поти. В дальнейшем состав бригады неоднократно менялся.
Во втором формировании к 1944 году включала:
- 3-й дивизион подводных лодок;
- 4-й дивизион подводных лодок;
- 5-й дивизион подводных лодок.

К моменту расформирования в 1951 включала:
- 1-й дивизион подводных лодок, 10 подводных лодок типа «М», преобразован в 151-ю бригаду подводных лодок;
- 2-й дивизион подводных лодок, 9 подводных лодок типа «М» XV серии, преобразован в 152-ю бригаду подводных лодок;
- 3-й дивизион подводных лодок, 6 подводных лодок типа «М», 3 типа «С», преобразован в 153-ю бригаду подводных лодок[6].

## Командиры
Командный состав 2-й бригады 1941 года:
- командир — капитан 1 ранга М. Г. Соловьёв,

- военный комиссар — полковой комиссар А. А. Павлинский (его вскоре сменил полковой комиссар А. Д. Якимчук),
- начальник политотдела — батальонный комиссар А. П. Загорский,
- начальник штаба — капитан 3 ранга А. С. Куделя.

Командный состав объединённой бригады (1 и 2 бригады), осень 1942 года:
- командир — контр-адмирал П. И. Болтунов.
- военный комиссар — полковой комиссар — контр-адмирал В. Обидин,
- начальник штаба — капитан 1 ранга М. Соловьёв.

Командный состав 2-й бригады 06.1944 года:
- командир — контр-адмирал М. Г. Соловьёв,
- начальник штаба — капитан 2 ранга В. Азаров[2].

## Награды
- Орден Ушакова I степени — 8 мая 1945 года[2].

## Отличившиеся воины
Звание Героя Советского Союза было присвоено черноморским подводникам 2-й бригады:
- капитану 2 ранга Борису Андреевичу Алексееву, командиру гвардейской С-33 (22 июля 1944 г.);
- капитану 3 ранга Михаилу Васильевичу Грешилову, командиру гвардейской Щ-215 (16 мая 1944 г.);
- капитану 3 ранга Ярославу Константиновичу Иосселиани, командиру Краснознамённой М-111 (16 мая 1944 г.);
- капитан-лейтенанту Астану Николаевичу Кесаеву, командиру Краснознамённой М-117 (31 мая 1944 г.);
- капитан-лейтенанту Николаю Ивановичу Малышеву, командиру гвардейской М-62 (16 мая 1944 г.) (в 1952 г. лишён звания Героя Советского Союза за уголовное преступление);
- старшему матросу Александру Сергеевичу Морухову, командиру отделения трюмных машинистов гвардейской М-35 (22 июля 1944 г.);
- мичману Ивану Степановичу Перову, боцману Краснознамённой Л-4 (22 июля 1944 г.);
- капитан-лейтенанту Максиму Игнатьевичу Хомякову, командиру Краснознамённой М-111 (16 мая 1944 г.).

Награды получили подводные лодки 2-й бригады:
- Гвардейскими стали подводные лодки: С-33, Щ-205, Щ-215, М-35, М-62.
- Награждены орденом Красного Знамени подводные лодки: Л-4, С-31, Щ-209, Щ-201, М-111, М-117, А-5[2].